# Еголдаево
Еголда́ево — посёлок станции в Ряжском районе Рязанской области России. Входит в Дегтянское сельское поселение.

## География
Находится в 4 км на северо-восток от центра поселения села Дегтяное и в 12 км на восток от райцентра Ряжска, ж/д станция Еголдаево на линии Ряжск — Вернадовка. Назван по находящемуся в 5 км селу Новое Еголдаево.

## История
Образован в конце XIX века при строительстве Сызраньско-Вяземской железной дороги.
В начале XX века входил в состав Еголдаевской волости Ряжского уезда Рязанской губернии. 
С 1929 года посёлок входил в состав Новоеголдаевского сельсовета Ряжского района Рязанского округа Московской области, с 1937 года — в составе Рязанской области, с 2005 года — в составе Дегтянского сельского поселения.

## Население
| 1906 | 2010 |
| ---- | ---- |
| 16   | ↘7   |